# Maestà con i santi Francesco e Domenico
La Maestà con i santi Francesco e Domenico è un dipinto a tempera e oro su tavola (133x82 cm) del Maestro della Cappella Velluti della bottega di Cimabue o di un suo seguace influenzato dalle novità di Giotto, databile al 1295-1305 circa e conservato nella Collezione Contini Bonacossi della Galleria degli Uffizi a Firenze.

## Storia
L'opera faceva parte della collezione Hutton di Londra, dove venne acquistata, con il trittico della Madonna col Bambino e i santi Pietro e Paolo di Ugolino di Nerio, da Alessandro Contini Bonacossi, in un viaggio con Roberto Longhi e la moglie Vittoria. Pare che fu proprio la donna a intuire il valore di «un quadro brutto e polveroso che poi si rivelò un Cimabue». Rimasta nella collezione personale del conte, venne poi ceduta dagli eredi allo Stato italiano ed esposta nella Galleria degli Uffizi di Firenze.
Il dipinto aveva originariamente forma rettangolare anziché cuspidata ed è molto simile nell'impostazione alla Maestà di Santa Maria dei Servi a Bologna. Roberto Longhi (1948) assegnò l'opera sicuramente a Cimabue, confermato da Bologna (1960), mentre la maggior parte dei critici l'hanno ricondotto in seguito alla bottega. Tra questi Salvini (1956), Salmek Ludovici (1956), Ragghianti (1957), Berenson e Salmi.
Garrison (1949) parlò di un tardo seguace di Cimabue, lo stesso autore della Maestà di Santa Maria dei Servi a Bologna con datazione 1310-1315. Brandi parlò di un artista anonimo (1951). Venturoli parlò addirittura del giovane Giotto, mentre Luciano Bellosi chiamò in causa un allievo di Cimabue poi distintosi da questo e influenzato dalle novità di Giotto, il cosiddetto Maestro della Cappella Velluti.
La tavola è quindi attribuibile alla bottega di Cimabue o ad un suo seguace, ma non a Cimabue stesso.

## Descrizione
La pala mostra una Madonna in trono col Bambino tra due angeli appoggiati alla spalliera e con a fianco i due santi fondatori degli ordini mendicanti principali: san Francesco e san Domenico.
Il trono è in tralice e reso con la cosiddetta prospettiva inversa, dove le linee divergono anziché convergere verso l'infinito. Riprende quello della Maestà del Louvre (1280 circa), ma nel complesso appare frammentario: lo schienale appare centrato a sé e anche i gradini alla base sono privi di scorcio, sebbene risulti convincente la posizione della Madonna che per sostenere il Bambino ha alzato un ginocchio poggiandolo sul gradino superiore.

## Stile
I volti, di una "soavità ambigua" (Sindona), non hanno quella gravitas cimabuesca: un certo addolcimento nelle figure degli angeli viene in genere messo in relazione con l'influenza dell'allora giovane Giotto.
Le pieghe strettamente fascianti ricordano Cimabue, ma la caduta verticale di esse (ad esempio sul mantello che ricopre la testa della vergine) ricordano sicuramente Giotto.
In generale le figure sono snelle, hanno i volti magri e non hanno quella espansione in larghezza tipica di Cimabue. La Madonna appare troppo attillata, le figure dei santi troppo snelle. Le vesti hanno le pieghe stiacciate e cadenti verticalmente. Manca all'opera anche quella grandiosità, maestosità e respiro tipico dell'arte cimabuesca e un impiego vistoso delle novità giottesche.
Una datazione intorno al 1295-1305 sembra la più ragionevole, in conseguenza dell'impostazione cimabuesca e dei forti influssi giotteschi al tempo stesso. Inoltre, la chiara ispirazione alla Madonna di Arnolfo di Cambio per il duomo di Firenze (1296) e l'assenza di barba nel volto di san Francesco, giustificano una datazione intorno all'anno 1300.